# Goniodelphis
Goniodelphis hudsoni é um golfinho de rio iniídeo extinto conhecido nas águas da Flórida durante o Mioceno ~14,9—11,5 a 9,1—8,7 Ma ( AEO ).
Os espécimes fósseis foram encontrados em apenas quatro minas de fosfato no condado de Polk, Flórida . Essas minas eram:
- Companhia Americana de Química Agrícola (Serravaliano)
- Fort Green (Hemphillian)
- Payne Creek (Hemphillian)
- Gardinier (Zancliano)

## Taxonomia
Goniodelphis foi nomeado por Allen (1941). Seu tipo é Goniodelphis hudsoni . Foi considerado monofilético por Mark D. Uhen, Ph.D. da Universidade George Mason em 2010. Foi atribuído a Delphinidae por Carroll (1988); e para Iniidae por Allen (1941), Kellogg (1944), de Muizon (1988), Morgan (1994), McKenna e Bell (1997), Hamilton et al. (2001), Fordyce e de Muizon (2001), Uhen et al. (2008) e Mark D. Uhen.

## Distribuição
- Plioceno dos Estados Unidos (1: coleção Flórida)
- Hemphillian da Costa Rica (1), Estados Unidos (2: Flórida)
- Mioceno dos Estados Unidos (1: Flórida) [3]